# Гай Лициний Нерва (претор 167 пр.н.е.)
Вижте пояснителната страница за други личности с името Гай Лициний Нерва.
Гай Лициний Нерва (на латински: Gaius Licinius Nerva) е политик и сенатор на Древен Рим.

## Биография
Произлиза от фамилията Лицинии, клон Нерва. Син е на Гай Лициний Нерва и брат на Авъл Лициний Нерва (народен трибун 177, претор 166 пр.н.е. и управлява Испания).
През 168 пр.н.е. е вероятно легат в Илирия и преговаря с цар Гентий (Genthios).
През 167 пр.н.е. той е един от шестте претори, изпратени в римската провинция Далечна Испания (Hispania Ulterior).
Вероятно е баща на Гай Лициний Нерва (легат в Илирия през 168 пр.н.е. и преговаря за траките).